# Insignes militaires de spécialité du département de la défense des États-Unis
Les insignes militaires de spécialité du département de la défense sont des insignes qui indiquent la spécialité de certains militaires travaillant pour le président, le vice-président, le secrétaire à la Défense, le comité des chefs d’États-majors interarmées et pour le secrétaire à la Sécurité intérieure.
Les insignes actuels sont les suivants :

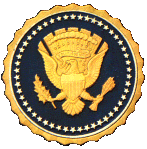
Presidential Service Badge
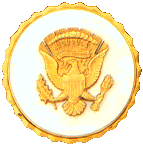
Vice Presidential Service Badge
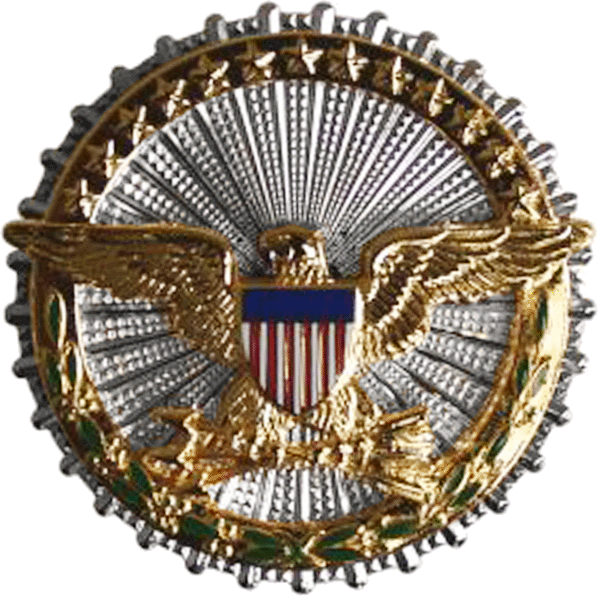
Office of the Secretary of Defense Identification Badge
Office of the Joint Chiefs of Staff Identification Badge
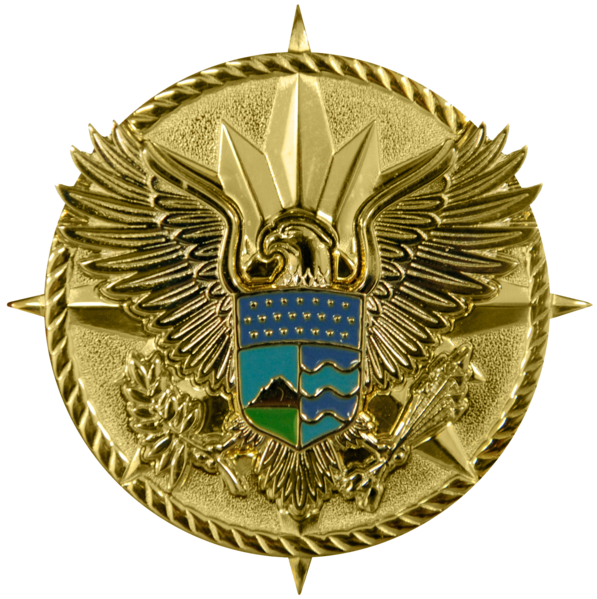
Office of the Secretary of Homeland Security Identification Badge

## Sources
- (en) Cet article est partiellement ou en totalité issu de l’article de Wikipédia en anglais intitulé « Identification badges of the United States military » (voir la liste des auteurs).